# Anna Tell
Anna Tell född 17 augusti 1975 i Årjäng, är en svensk kriminalförfattare och kriminalkommissarie vid Säpo. Tell är utbildad statsvetare vid Uppsala Universitet och också utbildad polis . Tell har arbetat både som officer i Försvarsmakten och som kriminalkommissarie vid Stockholmspolisen och vid Säpo, i försvarsmakten har hon under utlandstjänstgöring tjänstgjort i Bosnien, Kosovo och Afghanistan.